# Richard Appel
Richard Appel (* 21. května 1963 New York) je americký scenárista, producent a bývalý právník. Od roku 2012 působí jako výkonný producent a spoluscenárista seriálu Griffinovi na stanici Fox. Studoval na Harvardově univerzitě a na Harvardově právnické fakultě. Jako student psal pro Harvard Lampoon.
Po vzoru své matky se stal právníkem. Po absolvování právnické fakulty začínal jako advokátní koncipient soudce Johna M. Walkera mladšího a poté se stal federálním advokátem a tři roky působil jako asistent státního zástupce u okresního soudu Spojených států pro jižní obvod New Yorku. V roce 1994 přešel k psaní komedií, když byl najat pro seriál Simpsonovi a napsal sedm dílů tohoto seriálu. Poté se stal showrunnerem a výkonným producentem seriálu Tatík Hill a spol. a následně vytvořil sitcom A.U.S.A. Posléze pracoval na seriálech The Bernie Mac Show, Griffinovi a Americký táta a následně se podílel na tvorbě seriálu Cleveland show. Byl ženatý se spisovatelkou Monou Simpsonovou, známou autorkou a sestrou Steva Jobse.

## Raný život a právnická kariéra
Richard James Appel se narodil 21. května 1963 v New Yorku Nině a Alfredu Appelovým. Vyrůstal ve Wilmette ve státě Illinois. Je židovského původu.
Jeho matka byla právnička a v letech 1983–2004 působila jako děkanka právnické fakulty Loyolské univerzity v Chicagu, kde vyučuje deliktní právo, a jeho otec (který zemřel 2. května 2009) byl profesorem angličtiny na Severozápadní univerzitě a odborníkem na Vladimira Nabokova. Appel má sestru Karen Oshmanovou.
Appel žil v Kalifornii, zatímco jeho rodiče učili na Stanfordově univerzitě, než se rodina přestěhovala do Wilmette ve státě Illinois, kde Appel chodil do North Shore Country Day School. Tam se podílel na psaní a redigování ročenky pro maturitní ročník se spisovatelem a básníkem Philipem Brooksem. Po odchodu z North Shore Country Day School navštěvoval Harvardovu univerzitu a psal pro Harvard Lampoon spolu s Conanem O'Brienem a Gregem Danielsem, které porazil v boji o možnost přednést komickou promoční řeč, Ivy Oration. Tad Friend poznamenal: „Všichni si mysleli, že to bude automaticky Conan, ale Richův projev byl vtipný a sebeironický, a to způsobem, který byl zároveň hloupý i hluboký.“.
Poté pracoval dva roky jako právní koncipient u soudce Johna M. Walkera mladšího z okresního soudu Spojených států pro jižní obvod New York a podílel se na soudních procesech s lidmi jako Michael Milken a Leona Helmsleyová. Následně od roku 1990 působil Appel tři roky jako asistent státního zástupce pro jižní okres New York.
Navzdory jistotě, kterou mu práce právníka poskytovala, Appel stále snil o tom, že se stane komediálním scenáristou, ale teprve v roce 1993, poté, co jeho žena otěhotněla, si Appel „připomněl, že tohle je (jeho) život a (on) ho může utvářet“. O tři měsíce později si najal agenta, napsal a odevzdal dva scénáře a přestěhoval se do Kalifornie.

## Scenáristická kariéra
Když Appel začínal jako komediální scenárista, vzpomínal: „Když jsem začal rozesílat své scénáře, představa, že jsem byl v Lampoonu, třeba i před osmi nebo deseti lety, byla pro mě referencí, kterou jsem mohl použít.“. Appel získal svou první práci v televizi, když ho David Mirkin v roce 1994 najal jako scenáristu seriálu Simpsonovi, zpočátku na deset týdnů, a čtyři roky tam působil jako scenárista a producent. Napsal celkem sedm dílů Simpsonových a používal v nich často „vtipné pasáže a narativní přístup k humoru, který se vyhýbá rychlému smíchu ve prospěch něčeho, co se vyvíjí v čase“.
Práce na seriálu Simpsonovi byla pro Appela výukou, protože se jednalo o „velmi náročný seriál na psaní“, jeho první epizodou byla Babička ze 7. řady. Appel se zoufale snažil vymyslet nápad na příběh, který by mohl ukázat, a rozhodl se, že musí opravdu sáhnout po něčem, a rozhodl se udělat něco o Homerově matce, která byla předtím zmíněna jen jednou. Pojmenoval ji po své ženě Moně Simpsonové. Mnozí autoři nemohli uvěřit, že epizoda o Homerově matce dosud nevznikla. Scenáristé díl využili k vyřešení několika drobných hádanek, například odkud se vzala Lízina inteligence. Je rovněž autorem scénáře dílu Bart na cestě, v němž využil „den, kdy jdete s rodiči do práce“, a zisk řidičského průkazu.
V roce 1997 Daniels najal Appla jako výkonného producenta a showrunnera seriálu Tatík Hill a spol., který vedl proces psaní scénáře a dohlížel na všechny aspekty seriálu. Daniels k tomu poznamenal: „Bylo nezbytné, aby Rich byl dobrý scenárista, který umí jednat s lidmi a dokáže pomoci řídit obchod v místnosti. Ale stejně důležité bylo, že to byl někdo, komu jsem mohl věřit, kdo měl podobný vkus a hodnoty.“. Zůstal až do roku 2001. Za svou práci na seriálech Simpsonovi a Tatík Hill a spol. získal Appel tři ceny Primetime Emmy.
Appel vytvořil krátký seriál A.U.S.A., jenž se vysílal v roce 2003 a který založil na svých vlastních zkušenostech asistenta amerického prokurátora. Vymyslel jej v roce 2001 a NBC následující rok objednala 13 epizod. Původní pilotní díl seriálu používal jednokamerovou sestavu, ale vedení NBC usoudilo, že by měl větší přitažlivost jako vícekamerová sestava, a tak byl natočen znovu. Seriál se nedočkal uznání, Alan Sepinwall z deníku The Star-Ledger o něm prohlásil, že je „příliš kreslený na to, aby fungoval“.
Appel poté napsal scénář a pracoval jako spoluvýkonný producent na seriálech The Bernie Mac Show a Kitchen Confidential a v roce 2004 se objevil jako Josh ve filmu Mám rád Huckabees. V roce 2006 produkoval pro CBS neúspěšný seriál My Ex Life o dvou rozvádějících se párech.
V roce 2008 působil jako spoluvýkonný producent seriálu Griffinovi a v letech 2008–2009 jako výkonný producent seriálu Americký táta. Appel napsal scénář k epizodě 7. řady Griffinových Gay do každé rodiny.
Appel spolu s Mikem Henrym a Sethem MacFarlanem vytvořil spin-off Griffinových Cleveland show, o kterém začali diskutovat v roce 2007 a který měl premiéru 27. září 2009. Spolu s Henrym působí jako výkonní producenti pořadu s omezenou účastí MacFarlanea. Henry a Appel pořad koncipovali jako „více rodinný pořad, sladší“ než Griffinovi.

## Osobní život
V roce 1993 se oženil se spisovatelkou Monou Simpsonovou, sestrou zakladatele společnosti Apple Steva Jobse. Mají spolu dvě děti. V roce 2012 se Appel a Simpsonová rozvedli.

## Filmografie
Appel pracoval na uvedených seriálech a napsal všechny uvedené epizody.
- Simpsonovi (1994–1998) – scenárista, producent, spoluvýkonný producent, poradce producenta a editor příběhu
  - Babička (1995)
  - Bart na cestě (1996)
  - Dvaadvacet krátkých filmů o Springfieldu (1996)
  - Bart po setmění (1996)
  - Tajná válka Lízy Simpsonové (1997)
  - Dvě paní Nahasapímapetilonové (1997)
  - Dojezdy pro hvězdy (1998)
- Tatík Hill a spol. (1997–2001) – výkonný producent
- A.U.S.A. (2003) – tvůrce, výkonný producent, scenárista
  - Pilot
  - 12 Happy Grandmothers
- The Bernie Mac Show (2003–2005) – spoluvýkonný producent, scenárista
  - Eye of the Tiger
  - That Old Mac Magic
  - Stiff Upper Lip
  - Nerdy Mac
- Mám rád Huckabees (2004) – herec (Josh)
- Kitchen Confidential (2005–2006) – spoluvýkonný producent, scenárista
  - Praise Be Praise
  - Let's Do Brunch
- My Ex Life (2006) – tvůrce, výkonný producent, scenárista
- Griffinovi (2008–2009, 2013–dosud) – spoluvýkonný producent, scenárista
  - Gay do každé rodiny
- Americký táta (2008–2009) – výkonný producent
- The Cleveland Show (2009–2013) – spolutvůrce, výkonný producent, scenárista
  - Pilot